# Московское автомобильное общество

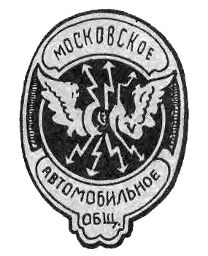
Эмблема Московского автомобильного общества (МАО)

Московское автомобильное общество — спортивное общество начала XX века.

## История
Предшественником Московского автомобильного общества (МАО), созданного в 1909 году, был Московский Клуб мотористов. Уже 14 июня 1909 года новым Обществом была организована автогонка вокруг Московского уезда, которую выиграл промышленник Василий Васильевич Прохоров на «Фиате». В 1910 году общество разыгрывало на соревнованиях почётный приз Общества Черниговского драгунского полка; в 1911 году стал разыгрываться собственный переходящий приз имени Великого князя Михаила Александровича, который вручался члену общества, лично управлявшего машиной и проехавшего в течение спортивного года не менее 2000 вёрст без штрафных очков. В 1911 году Общество организовало пробег «Москва — Рига». 5 марта 1912 года на заседании спортивной комиссии Общества были выработаны «Правила автомобильных поездок для членов МАО». В мае Общество участвовало в верстовой гонке Санкт-Петербургского Автомобиль-Клуба; 2—3 июня провело пробег «Москва — Орёл — Москва»; 2 июля обоими московскими автомобильными организациями была организована гонка на 1 километр с хода. 6—8 июля 1914 года состоялся пробег «Москва — Ярославль — Москва».
Штаб-квартира МАО размещалась в здании гостиницы «Петергоф» (улица Моховая, № 7).
Кроме эмблемы, МАО имело и другую собственную атрибутику: форменную фуражку члена общества и треугольный флажок, который устанавливался на автомобилях, принадлежащих его членам.
Совместно с московским обществом воздухоплавания издавался журнал «Автомобиль и воздухоплавание»; от автомобильного общества в члены редакции был назначен почётный секретарь Н. М. Алперс, от общества воздухоплавания — Н. Е. Жуковский. 4 июня 1913 года вышел в свет «Ежегодник Московского Автомобильного Общества»; в этом же году МАО были выпущены карты шоссейных дорог Москва — Рязань, Москва — Калуга, Москва — Смоленск — Рига, Москва — Новгород — Рига, Москва — Харьков — Воронеж. С 1915 года официальным органом Московского Автомобильного Общества стал журнал «Автомобилист».

## Состав Правления
Совет старшин:
- председатель — князь Н. С. Щербатов;
- товарищи председателя — А. П. Каютов, С. Т. Обухов;
- почётный секретарь — А. К. Браун;
- секретарь — Я. И. Стейнер;
- казначей — А. А. Гервиг;
- старшины: А. А. Бокельман, Р. Р. Винклер, Ф. Д. Высоцкий, А. А. Зейдель, Ф. П. Кавский, Л. Г. Кольсорн, А. Г. Лист, С. Н. Мамонтов, К. Ф. Мюллер, Н. А. Понизовкин, В. И. Сергеев, А. Ф. Ступин.

Спортивная комиссия:
- председатель — В. И. Барышев;
- товарищ председателя — А. А. Бабанин;
- секретарь — Б. Ф. Яроцинский;
- члены: В. А. Алексеев, А. Т. Гилларт, Ф. Г. Жемличка, В. Ф. Карш, Б. Б. Коппэ, Р. Л. Кох, Г. Ф. Марк, К. К. Нирнзее, А. В. Солдатенков, А. А. Новиков, А. Л. Нотомб, С. Н. Павильонов, А. И. Поленс, А. Ф. Шиллер, А. И. Яблонский, Р. Р. Винклер и Ф. Ф. Притцель.

Техническая комиссия:
- члены: В. И. Барышев, О. К. Миллер, В. В. Ольденборгер, Л. Е. Анохин, Н. Н. Лебеденко, В. А. Алексеев, П. Д. Поликарпов и А. С. Свинарский.

Почётные члены:
- Владимир Фёдорович Джунковский;
- Александр Александрович Адрианов.